# Insud

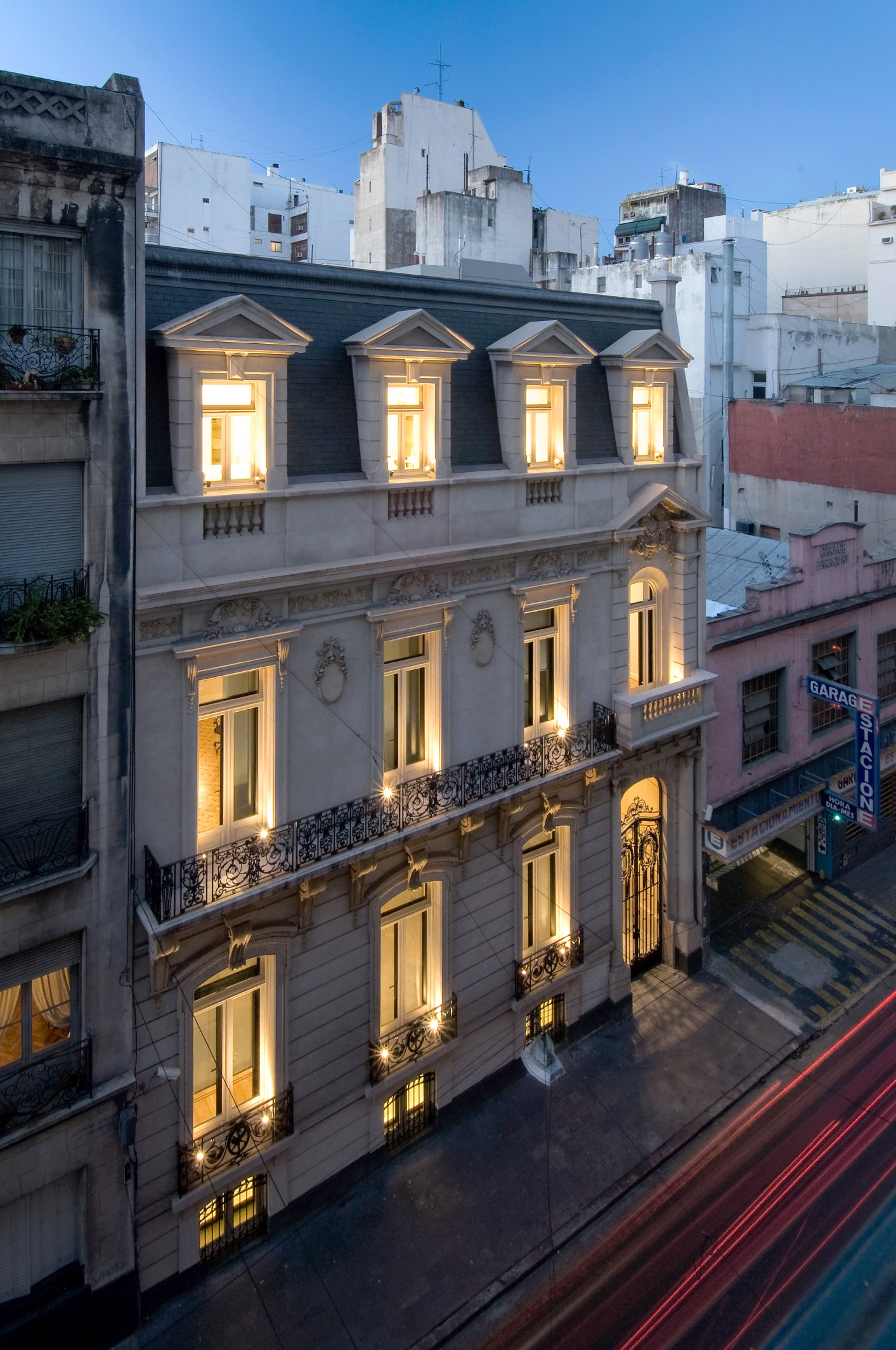
Edificio Insud

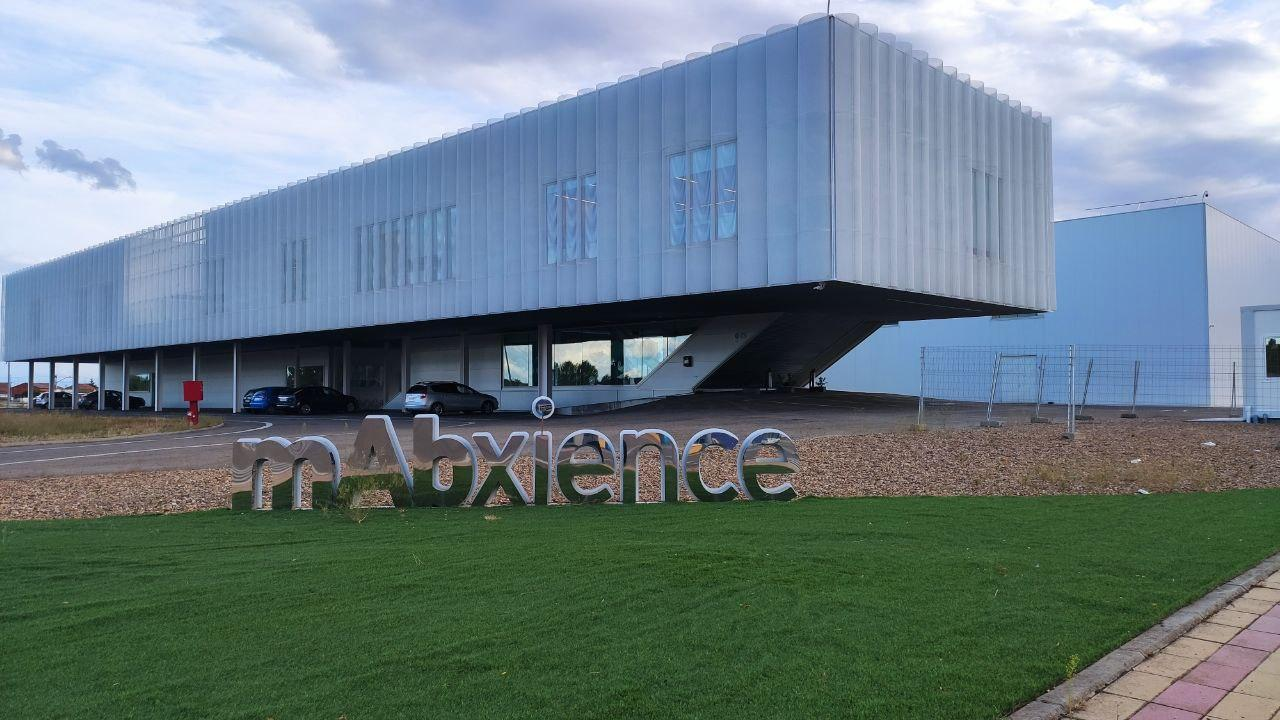
Laboratorio de Mabxience en León.

Insud es un conjunto empresario altamente diversificado y con presencia en más de 40 países. Sus principales activos se encuentran en la Argentina, España, Italia, China, Estados Unidos y Suiza. Sus accionistas son la familia formada por sus fundadores, la doctora en Bioquímica, Silvia Gold, y el médico psiquiatra, Hugo Sigman. Sus áreas de negocios se dividen en farmacéutica, agronegocios, información y cultura, y energía renovable. Su actividad principal es la industria farmacéutica, seguida por la actividad agroforestal.

## Historia
Silvia Gold y Hugo Sigman iniciaron Chemo en 1977, con el objetivo de comenzar un emprendimiento que produjera medicamentos de alta calidad a un precio accesible. Este fue el comienzo del holding empresario, que con el correr de los años, se fue diversificando hacia otras áreas como los agronegocios, las industrias culturales, la naturaleza y el diseño. 
En 2010 nació Insud con el objetivo de integrar y representar en una única marca a las diversas empresas del matrimonio. El acrónimo Insud está formado por los términos innovación, sustentabilidad y desarrollo.

## Áreas de negocios

### Industria farmacéutica
La industria farmacéutica es la actividad original y principal de Insud, ya que representa el 80% de su facturación. A través de Chemo, Exeltis y Mabxience, el grupo participa de todos los eslabones de la cadena de esta industria.  También es accionista de los laboratorios Elea, Biogénesis Bagó, Sinergium Biotech, Chemotecnica e Inmunova. 
Chemo es la primera compañía del grupo, fundada por Silvia Gold y Hugo Sigman en 1977, en Barcelona, España. Se dedica a producir principios activos y medicamentos genéricos. Posee 16 plantas de producción y 9 centros de I+D a nivel global. 
Exeltis fabrica y comercializa productos farmacéuticos con marca propia. Posee un catálogo de más de 300 medicamentos que cubren diversas áreas terapéuticas, entre ellas: salud de la mujer, respiratorio y cardiología, entre otros.
Mabxience es la empresa de biotecnología del grupo. Está dedicada a la investigación, el desarrollo y la fabricación de medicamentos biosimilares. Cuenta con dos plantas de producción: una en Buenos Aires, Argentina (pharmADN) y otra en León, España. Ambas cumplen con las normas internacionales de Buenas Prácticas de Manufactura (GMP, por sus siglas en inglés).

### Agronegocios
La segunda actividad más importante de Insud es la producción primaria con valor agregado en el sector agropecuario y forestal. 
Pomera Maderas es una compañía foresto-industrial con plantaciones de eucaliptos y pinos en Argentina y Paraguay. Sus operaciones están certificadas por FSC (Forest Stewardship Council). Trabaja en el mejoramiento genético de especies vegetales con el objetivo de generar forestaciones más productivas y disminuir la presión sobre los bosques nativos.
Garruchos Agropecuaria posee campos a lo largo de la Argentina y combina la producción agrícola y ganadera.
Cabaña Los Murmullos es una cabaña bovina que cría y produce reproductores de alta calidad genética de las razas Aberdeen Angus y Polled Hereford, destinados a la comercialización, el mejoramiento de los rodeos, y la participación en exposiciones.

### Información y cultura
El grupo está presente en la industria cultural a través de las editoriales Capital Intelectual y Clave Intelectual y la productora de cine K&S films.
Capital Intelectual es una editorial dedicada a la difusión de la cultura y el análisis social, con sede en la Argentina. Sus publicaciones tratan sobre temas como la ciencia, la política, la literatura, la filosofía, el deporte y la psicología, entre otros. El sello ha editado a autores como Aldo Ferrer, Manuela Carmena, Dante Caputo, Juan Carlos Distéfano, Jorge Fernández Díaz, Leonardo Padura, Rodolfo Braceli, Alejandro Fabbri, Vicente Muleiro, Sergio Sinay, Pedro Brieger y Mempo Giardinelli, entre otros. 
La editorial también publica la edición Cono Sur de Le Monde diplomatique. El Dipló nació en Argentina en julio de 1999. El mensuario ofrece una selección de artículos traducidos de la edición francesa además de artículos, reportajes y reseñas a cargo de autores locales. La edición Cono Sur está a cargo del politólogo y periodista José Natanson.
Clave Intelectual es el sello editorial de Insud que, desde 2011, publica en España. Posee una clara vocación hispanoamericana y refleja los principales temas de la actualidad integrando las variantes de una misma lengua común y diversos matices culturales, sociales y geográficos.
K&S films es la productora de cine del grupo. Nació en 2005 cuando Hugo Sigman se asoció con su amigo Oscar Kramer, productor con amplia trayectoria en el cine argentino, y juntos comenzaron un proyecto orientado a la producción integral de largometrajes. Hoy, con más de diez años de experiencia, K&S films trabaja tanto en la Argentina como en el exterior, en la adquisición de derechos editoriales, el desarrollo de guiones, coproducciones internacionales y en el apoyo de nuevos talentos argentinos.
Entre sus títulos destacados se encuentran: El Clan (2015), Relatos salvajes (2014), Séptimo (2013), El último Elvis (2012), Crónica de una Fuga (2006), Tiempo de Valientes (2005), El Perro (2004), Kamchatka (2001) y Plata Quemada (2000).

### Naturaleza y diseño
El grupo lleva a cabo emprendimientos sustentables vinculados con la naturaleza y el diseño, como el hotel Puerto Valle, ubicado en los Esteros del Iberá; Solantu, una marca de diseño de objetos producidos con maderas nativas y cueros de caimán; y Yacaré Porá, un criadero de yacarés ubicado en el predio del hotel que forma parte del programa de conservación y aprovechamiento sustentable de la especie.
El hotel Puerto Valle está ubicado en una tradicional casona correntina del siglo XIX, en Ituzaingó, Corrientes, contra la costa del río Paraná. Posee un acceso exclusivo a la rica biodiversidad de la mayor área de conservación del país: los Esteros del Iberá. Además, cuenta con un imponente parque de más de 14 ha., diseñado por el estudio paisajista de Carlos Thays.
Solantu es una marca de lujo sustentable que comercializa objetos únicos de diseño realizados en maderas exóticas y cueros de yacaré. La recolección de su materia prima se realiza de un modo responsable y respetando los ciclos de la naturaleza. Sus colecciones son simples, sofisticadas y permanecen en el tiempo. Se comercializan en Argentina y en España.
Yacaré Porá es el criadero exclusivo de Solantu, ubicado en el predio del Hotel Puerto Valle, cuyo principal objetivo es la conservación de las especies de yacaré en los humedales correntinos. A través de la técnica de cosecha de huevos silvestre para su cría en la granja, Yacaré Porá aumenta significativamente la cantidad de ejemplares de la zona y colabora con la concientización social de la población. Además, la utilización de una cantidad limitada de cueros de caimán para las colecciones de Solantu garantiza la viabilidad económica de todo el proyecto y la inversión en investigación científica para la conservación de la especie a largo plazo.

## Mundo Sano
El grupo canaliza su inversión social a través de Mundo Sano, una organización de la sociedad civil cuya misión es transformar la realidad de las poblaciones afectadas por enfermedades desatendidas. El Chagas, la geoparasitosis, el dengue, la leishmaniosis y la hidatidosis son algunas de las enfermedades que suelen afectar a los sectores más vulnerables, causando graves consecuencias en la salud de quienes las padecen. Sus puntos estratégicos son Argentina, España y Etiopía.[cita requerida]